# McCune–Reischauer
McCune–Reischauer är ett av de två mest använda transkriptionssystemen av koreanska, tillsammans med det reviderade transkriptionssystemet för koreanska, som ersatte McCune–Reischauer som det officiella transkriptionssystemet i Sydkorea 2000. En annan variant av McCune–Reischauer används som det officiella systemet i Nordkorea.
Systemet skapades 1937 av två amerikaner: George M. McCune och Edwin O. Reischauer. Den försöker inte translitterera Hangŭl utan snarare representera det fonetiska uttalet. Det användes som officiellt transkriptionssystem i Sydkorea från 1984 till 2000. Ett tredje system – Yale-transkriptionssystemet – existerar, men det används enbart i akademisk litteratur, speciellt inom lingvistik. Försök att använda det kyrilliska alfabetet för att transkribera koreanska förekom i början av 1980-talet.
De som kritiserar McCune–Reischauer påpekar att vanliga användare inte skriver ut breverna över o 어 och över u för 으, eftersom det är oftast lättare att skriva dem utan. Detta kan i sin tur leda till förvirring om huruvida o:et står för 오 eller 어 eller om u:et står för 우 eller 으. Dessutom skriver de oftast inte ut apostrofen som skiljer aspirerade konsonanter (ㅋ, ㅌ, ㅍ och ㅊ) från deras oaspirerade motsvarigheter (ㄱ, ㄷ, ㅂ och ㅈ) vilket kan leda till ytterligare förvirring. De som försvarar McCune–Reischauer-systemet säger dock att en vanlig användare med ingen erfarenhet av koreanska ändå kan förstå det ungefärliga uttalet av koreanska namn och ord trots att breverna och apostroferna inte är där. Det är dock bäst att inkludera dem i största möjliga mån. Det nya reviderade systemet är dock mycket lättare att läsa för de flesta.
I Sydkorea används numera i princip aldrig detta system utan enbart i Nordkorea.

## Den nordkoreanska varianten
I den nordkoreanska varianten av McCune–Reischauer är aspirerade konsonanter inte markerade med en apostrof utan istället med ett tillagt h. Till exempel skrivs 평안 som Phyongan. I originalsystemet hade det skrivits som P'yŏngan.

## Den sydkoreanska varianten
I den sydkoreanska varianten av McCune–Reischauer som användes före 2000 skrivs 시 som shi (i originalsystemet si), liksom med till exempel 샤 och 셔 där ljudet bedöms ligga närmare ett sj-ljud än ett s-ljud (där sh ersätter s). Originalsystemet använder sh enbart i kombinationen 쉬 (shwi).
Assimiliationsaspiration på grund av ett initialt ㅎ märks ut i den sydkoreanska varianten. 직할시 skrivs som Chik'alshi, till skillnad från det officiella systemets Chikhalsi.